# Ophiomorus nuchalis
Ophiomorus nuchalis — вид сцинкоподібних ящірок родини сцинкових (Scincidae). Ендемік Ірану.

## Поширення і екологія
Ophiomorus nuchalis відомі з типової місцевості Сіах-Кух, розташованої в пустелі Деште-Кевір на заході Іранського нагір'я. Вони живуть в пустелях, порослих чагарниками.